# 엔트레리오스주

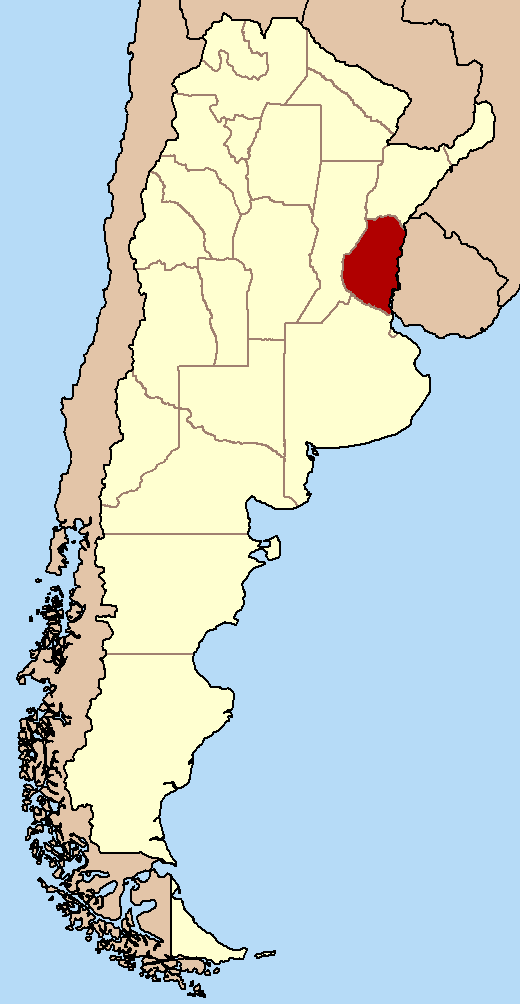
엔트레리오스 주

엔트레리오스주(스페인어: Entre Ríos)는 아르헨티나 북동부의 주로, 메소포타미아 지역에 자리 잡고 있다. 남쪽에는 부에노스아이레스주, 북쪽에는 코리엔테스주, 서쪽엔 산타페주가 있으며, 동쪽으로 우루과이와 국경을 맞대고 있다. 17개 군을 관할한다.
주도는 파라나강가의 파라나(인구 250,000명)로, 강 사이로 산타페와 마주보고 있다. 코르도바 주, 산타페 주와 더불어 1999년부터 이 주는 소위 중앙 지역이라는 경제ㆍ정치적 협력 관계를 맺고 있다.

## 지리
메소포타미아 지역의 일부로서, 그 땅은 거의 100미터 높이의 언덕과 함께 완전히 평평하다. 낮은 구릉지대는 크게 두 가지로 나뉘는데, 서쪽의 쿠칠라 데 몬티엘(Cuchilla de Montiel)과 동쪽의 쿠칠라 그란데(Cuchilla Grande)이다. 지방의 이름은 "강 사이"를 의미한다. 서쪽과 남쪽으로는 파라나 강과 삼각주, 동쪽으로는 우루과이 강과 모코레타 강, 북쪽으로는 과이키로 강이 있다. 두 개의 국립공원이 지방 내에 위치해 있다: 엘 팔마르 국립공원과 프레델타 국립공원. 우루과이 강 유역을 따라 페데라시온, 비야 엘리사, 콜론 등의 도시에도 온천이 있다.

## 기후
이 지방은 2개의 기후 지역으로 나뉜다. 첫 번째 기후는 중부와 남부 대부분을 차지하는 습하고 온화한 기후이다. 평균 기온은 겨울에는 10 °C에서 여름에는 26 °C 사이이고, 연평균 강수량은 1,000 밀리미터이다. 두 번째 기후 지역은 아열대 기후로 겨울에는 13 °C에서 여름에는 27 °C까지 다양하다. 겨울은 더 짧고 강수량은 더 많아 연평균 1,300mm이다.

주기
주 문장